# Zasada współmierności
Zasada współmierności w rachunkowości polega na tym, że koszty poniesione w celu osiągnięcia określonych przychodów muszą być ujęte w księgach rachunkowych w tym samym okresie rozrachunkowym, co osiągnięte przychody. Dotyczy to głównie kosztów bezpośrednich, np. kosztów wytworzenia sprzedanych wyrobów.
Ustawa o rachunkowości z dnia 29 września 1994 roku formułuje tę zasadę w art. 6 ust. 2:
- Dla zapewnienia współmierności przychodów i związanych z nimi kosztów do aktywów lub pasywów danego okresu sprawozdawczego zaliczane będą koszty lub przychody dotyczące przyszłych okresów oraz przypadające na ten okres sprawozdawczy koszty, które jeszcze nie zostały poniesione.